# Бумердеський землетрус (2003)
Бумердеський землетрус 2003 року (36°54′ пн. ш. 3°43′ сх. д. / 36.90° пн. ш. 3.71° сх. д.)  — найбільший за останні 20 років (до 2003-го) землетрус в Алжирі, що стався 21 травня 2003 р. на півночі країни (вілая Бумердес).
Гіпоцентр землетрусу відбувся на глибині близько 10 км. Землетрус практично повністю зруйнував місто Бумердес (30 км від столиці). Сила поштовхів досягала 6,8 бала за шкалою Ріхтера. Унаслідок стихійного лиха загинуло 2278 осіб, з яких 915 — у столиці, 12 450 поранених (6 345 — у місті Алжир), 6181 будівель та споруд зруйновано, знищено 181 678 житлових приміщень.
Землетрус спричинив обрив підводного кабелю, численні обвали. Поштовхи відчувалися на іспанських островах Майорка, Менорка та Івіс і навіть в Аліканте, Барселоні, Картахені, на півдні Франції, в Монако, на італійській Сардинії. Біля алжирського узбережжя був відзначений підйом рівня моря на 40—80 см.
Цунамі заввишки понад 2 м завдало збитків судам на іспанських Балеарських островах. 10-сантиметрове підвищення рівня моря було відзначено в Ніцці і 8-сантиметрове — у Генуї.
Серед загиблих під час землетрусу в Бумердесі була громадянка України Світлана Хамутен (до шлюбу Субота) 1966 року народження та її малолітня дочка. Незадовго до землетрусу вони приїхали до Бумердеса в гості.